# Hotel Biały Lew
Hotel Biały Lew (niem. Hotel Weißer Löwe) − dawny hotel znajdujący się niegdyś na rynku w Złotym Stoku. Rozebrany w 1953 roku.

## Architektura
Budynek w stylu neobarokowym posiadający gzymsy, obramowania okienne oraz salę dla ponad 100 gości. Przy hotelu wydzielony był również garaż, a przed wejściem znajdował się ogródek letni.

## Historia
Budynek wzniesiony w XIX wieku posiadający funkcję hotelu. Miał numer 13. W hotelu była sala z parkietem i sceną oraz kilkanaście pokoi gościnnych. Dla podniesienia standardu sprowadzono marmurowy stół bilardowy. W latach 20 XX wieku hotel posiadał kino, a na zewnątrz zainstalowano głośniki. Po II wojnie światowej kiedy z miasta wysiedlono ludność niemiecką, a hotel stał się własnością innego właściciela  powoli popadał w ruinę, a w 1953 r. zdecydowano się na całkowite rozebranie budynku.